# Wim Duisenberg
Willem Frederik Duisenberg  kendt som Wim Duisenberg (9. juli 1935 – 31. juli 2005) var en hollandsk økonom og politiker. Han vil primært blive husket som den første formand for Den Europæiske Centralbank (1998-2003), og således som den ansvarlige for den praktiske indførelse af euroen som primær møntfod i 12 europæiske lande i 2002.

## Liv og karriere
Duisenberg blev født i den frisiske by Heerenveen. 
Han læste økonomi på universitetet i Groningen med speciale i internationale økonomiske relationer. I 1965 blev han ph.d. med afhandlingen "The Economical Consequences of Disarmament".
Duisenberg arbejdede efterfølgende i den Internationale Valutafond i Washington i en årrække inden han i et år var rådgiver for den hollandske centralbank De Nederlandsche Bank i Amsterdam. Han blev så udnævnt til professor ved universitetet i Amsterdam, hvor han underviste i makroøkonomi.
Fra 1973 til 1977 var Duisenberg finansminister under premierminister Joop den Uyl. Kort tid efter opgav han sin plads i det hollandske parlament for at blive vicepræsident i den hollandske bank Rabobank. To år senere blev han ansat i den hollandske centralbank, og fra 1982 til 1997 var han bankens direktør. 
Hans periode i den hollandske centralbank blev præget af forsigtighed og tilbageholdenhed. Den nederlandske gylden var knyttet til den tyske D-Mark, og den stærke tyske økonomi smittede af på den hollandske. Han fulgte også den tyske renteudvikling tæt, hvilket førte til, at han blev kaldt "Mr Fifteen Minutes", fordi han hurtigt fulgte trop på tyske renteændringer.
Takket være sine gode resultater blev han velkendt i flere europæiske lande, og det førte i 1998 til hans udnævnelse som den første formand for Den Europæiske Centralbank i Frankfurt am Main, til stor fortrydelse for Frankrig, der ønskede en fransk formand. Et kompromis blev strikket sammen (selvom alle parter officielt benægtede det) om, at Duisenberg kun ville sidde i 4 år, hvorefter Jean-Claude Trichet, direktør i den franske centralbank, skulle tage over.
Duisenberg annoncerede sin pensionering den 9. juli 2003 på sin 68-års fødselsdag, men blev i jobbet indtil Trichet blev renset for anklager om uregelmæssigheder i forbindelse med den franske bank Crédit Lyonnais' kollaps. Trichet overtog præsidentposten i Den Europæiske Centralbank den 1. november 2003.
Duisenberg var gift med den politiske aktivist Gretta Duisenberg. Hun vakte opmærksomhed med en plan om at indsamle 6 mio. underskrifter i protest mod Israels politik i de besatte områder. (Tallet menes at have været en hentydning til antallet af jødiske ofre under 2. verdenskrig).[kilde mangler]
Duisenberg døde i 2005 som 70-årig mens han ferierede ved sin villa i Faucon nær Orange i Frankrig. Ifølge medierne druknede han i sin swimmingpool efter et hjerteanfald, men ifølge hans kone blev han fundet på gulvet udenfor sit kontor. Duisenberg havde to sønner og en datter fra et tidligere ægteskab. 